# アフバール学派
アフバール学派 (アフバールがくは、アラビア語: اخباري)とは、宗教法上の根拠を、伝承、特にイマームからの伝承に求めるシーア派の法学派。伝承学派ともいい、法の演繹を否定する点に特徴がある。イランでは現在力を失っており、主流を占めるのは人間の理性的判断を非常に重視するウスール学派である。

## 経緯
伝承を根拠に法を求める同法学派の基盤は、シーア派初期のコムの法学者間で育まれた。その先駆者の一人であるイブン・バワーイヒは四大伝承集の1書の編纂者でもあり、『信条』を著して、法の演繹が無効であることを明言した。シャイフ・ムフィードは、『信条訂正の書』彼に反論し、イブン・イドリースも『秘訣』を著して伝承学派を攻撃したが、これらはかえって伝承学派の存在を位置付けている。
しかし、完成した学派として法学界を風靡するのは、17世紀にムハンマド・アミーン・アスタラーバーディーが『マディーナの恩恵』を著してからである。基本的にこの学派は、①法の演繹はスンナ派法学の方法論だから無効であり、ムジュタヒドは不必要、②すべての信徒はイマームのムカッリドだからガイバの前後で法生活に変わりはない、という立場をとる。アスタラーバーディーは①の根拠を、法の適用にあたり重要なのは、それが神の意にかなうことに確信を得ることであって、推論に基づいてそれを導くことではなく、その確信は、イマームからの伝承に求められる点に置く。②の根拠は、四大伝承集の伝承は、イマームの意見を含みすべて正しい、イマームは間違いや誤解を生じるような意見は示さないし、法問題解決に必要な伝承を残しているから、アラビア語に通じた者なら誰でも正しい法の理解に達する点に求める。
この著作を機に約150年間主流となった伝承学派は、1818年、最後の大学者ミールザー・モハンマドが暗殺されるにいたってほぼ消滅した。この時代には、より完全な法源の確立を目指したシーア派伝承の集大成が完成する。①四大伝承集のすべての伝承を網羅したファイド・カーシャーニーの『十分』、②法学に関する伝承を網羅したフッル・アーミリーの『シーアの手段』、③入手可能なすべての伝承を網羅したマジュリスィーの『光の大洋』。①と②の編者は伝承学の学者である。